# ムーンライトシャワー
ムーンライトシャワーは、NHKラジオ第1放送およびFM放送で不定期放送された音楽トーク番組である。

## 概要
2008年5月6日放送開始。NHKラジオセンタースタッフの岩崎博（DJ・ヒロシ。ミスター・イワサキともいう）が進行役を務め、特に1960年代・1970年代のイージーリスニングをメインとした洋楽のナンバーを多数かけ、それを交えつつ、岩崎の一人コント的なトーク（季節や時事ネタ）を楽しむというものである。
ラジオ第1放送では主に平日と重なる祝日やまとまった連休およびお盆期間中の夜に1回につき30 - 45分程度放送され、FM放送では月1回金曜日21:30 - 22:00に30分間放送されていた。2014年度以後はラジオ第1では主に毎月最終週の水曜日（通常『ミュージック・イン・ブック』を編成する）21:30-21:55の生放送が多いが、8月など一部例外で最終週でも放送がない場合や、祝日・大型連休の特番扱いで放送される日もある。
FM放送の初回は2011年11月18日。連休期間以外では2012年12月16日の日曜日にも19:20から放送されるが、この日は衆議院議員総選挙の開票速報があるため開始時間までのつなぎ番組として放送。
2018年3月28日の弥生編を最後に放送されていない。